# The 20/20 Experience
The 20/20 Experience (hay The 20/20 Experience – 1 of 2) là album phòng thu thứ ba của ca sĩ người Mỹ Justin Timberlake, phát hành ngày 15 tháng 3 năm 2013, bởi RCA Records, sau 7 năm kể từ album phòng thu thứ hai FutureSex/LoveSounds (2006). Nó được coi là phần đầu tiên trong dự án hai phần, tiếp nối bởi album phòng thu thứ tư của anh The 20/20 Experience – 2 of 2 (2013). Album là sự kết hợp của phong cách neo soul và nhạc phúc âm, với nội dung các bài hát đề cập đến chủ đề lãng mạn và tình dục. Đóng vai trò giám đốc điều hành, Timberlake đã liên hệ với cộng tác viên quen thuộc là Timbaland tham gia sản xuất bên cạnh Jerome "J-Roc" Harmon và Rob Knox.
Sau khi phát hành, The 20/20 Experience nhận được những đánh giá tích cực từ các nhà phê bình âm nhạc, trong đó họ khen ngợi tính đa dạng trong âm nhạc so với những tác phẩm trước đây của anh. Album đạt vị trí số một trên bảng xếp hạng Billboard 200 của Mỹ trong tuần đầu tiên với 968.000 bản, trở thành album quán quân thứ hai của Timberlake ở đây và là album có doanh số tuần đầu cao nhất trong sự nghiệp hát đơn của nam ca sĩ. Đây cũng là album bán chạy nhất năm 2013 tại Mỹ. Nó cũng đạt hạng nhất ở nhiều quốc gia như Úc, Canada, Đức, Ireland, New Zealand và Vương quốc Anh.
Ba đĩa đơn đã được phát hành từ The 20/20 Experience. Đĩa đơn đầu tiên, "Suit & Tie" hợp tác với rapper Jay-Z đã lọt vào top 5 ở nhiều quốc gia trên toàn thế giới, bao gồm hạng 3 tại Mỹ, cũng như giúp Timberlake giành một giải Grammy cho video của nó. Đĩa đơn thứ hai "Mirrors" đạt vị trí thứ 1 tại Anh và thứ 2 ở Mỹ. Để quảng bá album, Timberlake bắt tay thực hiện Legends of the Summer Stadium Tour với Jay-Z, cũng như chuyến lưu diễn riêng The 20/20 Experience World Tour. Album này, như là một phần của The 20/20 Experience – The Complete Experience, nhận được một đề cử giải Grammy ở hạng mục Album giọng pop xuất sắc nhất.

## Danh sách bài hát
| The 20/20 Experience — Bonus track bản cao cấp | The 20/20 Experience — Bonus track bản cao cấp | The 20/20 Experience — Bonus track bản cao cấp | The 20/20 Experience — Bonus track bản cao cấp | The 20/20 Experience — Bonus track bản cao cấp |
| STT                                            | Nhan đề                                        | Sáng tác                                       | Sản xuất                                       | Thời lượng                                     |
| ---------------------------------------------- | ---------------------------------------------- | ---------------------------------------------- | ---------------------------------------------- | ---------------------------------------------- |
| 11.                                            | "Dress On"                                     | Timberlake Robin Tadross Fauntleroy            | Rob Knox Timberlake                            | 4:39                                           |
| 12.                                            | "Body Count"                                   | Timberlake Tadross Fauntleroy                  | Rob Knox Timberlake                            | 4:42                                           |
| Tổng thời lượng:                               | Tổng thời lượng:                               | Tổng thời lượng:                               | Tổng thời lượng:                               | 79:23                                          |

Chú thích
- ^a  nghĩa là xử lý giọng hát
- "Suit & Tie" chứa một phần của tác phẩm "Sho' Nuff" sáng tác bởi Terrence Stubbs, Johnny Wilson và Charles Still.
- "That Girl" bao gồm đoạn mẫu của "Self Destruct" sáng tác bởi Noel Williams, do King Sporty trình bày.
- "Let the Groove Get In" bao gồm đoạn mẫu của "Alhamdulillahi" từ album Explorer Series: Africa-Burkina Faso – Rhythms of the Grasslands.

## Xếp hạng
| Bảng xếp hạng (2013)                     | Vị trí cao nhất |
| ---------------------------------------- | --------------- |
| Argentina Albums (CAPIF)                 | 4               |
| Album Úc (ARIA)                          | 1               |
| Úc Urban Albums (ARIA)                   | 1               |
| Album Áo (Ö3 Austria)                    | 2               |
| Album Bỉ (Ultratop Vlaanderen)           | 3               |
| Album Bỉ (Ultratop Wallonie)             | 8               |
| Album Canada (Billboard)                 | 1               |
| Croatia Albums (Toplista)                | 20              |
| Cộng hòa Séc Albums (IFPI)               | 6               |
| Album Đan Mạch (Hitlisten)               | 2               |
| Album Hà Lan (Album Top 100)             | 2               |
| Album Phần Lan (Suomen virallinen lista) | 10              |
| Album Pháp (SNEP)                        | 6               |
| Album Đức (Offizielle Top 100)           | 1               |
| Hy Lạp Albums (IFPI Greece)              | 10              |
| Hungary Albums (MAHASZ)                  | 4               |
| Album Ireland (IRMA)                     | 1               |
| Album Ý (FIMI)                           | 6               |
| Nhật Bản Albums (Oricon)                 | 11              |
| Album México (Top 100 Mexico)            | 11              |
| Album New Zealand (RMNZ)                 | 1               |
| Album Na Uy (VG-lista)                   | 2               |
| Ba Lan Albums (OLiS)                     | 5               |
| Album Bồ Đào Nha (AFP)                   | 9               |
| Nga Albums (2M)                          | 1               |
| Scotland Albums (OCC)                    | 1               |
| Nam Phi Albums (RISA)                    | 12              |
| Hàn Quốc Albums (Gaon Chart)             | 6               |
| Album Tây Ban Nha (PROMUSICAE)           | 9               |
| Album Thụy Điển (Sverigetopplistan)      | 12              |
| Album Thụy Sĩ (Schweizer Hitparade)      | 1               |
| Đài Loan Albums (G-Music)                | 1               |
| Album Anh Quốc (OCC)                     | 1               |
| Anh R&B Albums (OCC)                     | 1               |
| Hoa Kỳ Billboard 200                     | 1               |
| Hoa Kỳ R&B/Hip Hop Albums (Billboard)    | 1               |

| Bảng xếp hạng (2013)                   | Vị trí |
| -------------------------------------- | ------ |
| Australian Albums (ARIA)               | 36     |
| Belgian Albums (Flanders)              | 32     |
| Belgian Albums (Wallonia)              | 98     |
| Canadian Albums (Billboard)            | 11     |
| Danish Albums (Hitlisten)              | 25     |
| Dutch Albums (MegaCharts)              | 26     |
| Germany (Official German Charts)       | 29     |
| Hungarian Albums (MAHASZ)              | 87     |
| Italian Albums (FIMI)                  | 78     |
| New Zealand Albums (Recorded Music NZ) | 39     |
| South Korean Albums (Gaon Chart)       | 15     |
| Swedish Albums (Sverigetopplistan)     | 98     |
| Swiss Albums (Schweizer Hitparade)     | 16     |
| UK Albums (OCC)                        | 21     |
| US Billboard 200                       | 1      |
| US Digital Albums                      | 1      |
| US Top R&B Albums                      | 1      |
| US Top R&B/Hip-Hop Albums              | 1      |

## Chứng nhận
| Quốc gia                                                                           | Chứng nhận  | Số đơn vị/doanh số chứng nhận |
| ---------------------------------------------------------------------------------- | ----------- | ----------------------------- |
| Úc (ARIA)                                                                          | Vàng        | 35.000^                       |
| Canada (Music Canada)                                                              | 2× Bạch kim | 160.000^                      |
| Đức (BVMI)                                                                         | Vàng        | 150.000^                      |
| Ireland (IRMA)                                                                     | Vàng        | 7.500^                        |
| Na Uy (IFPI)                                                                       | Vàng        | 15.000*                       |
| Ba Lan (ZPAV)                                                                      | 2× Bạch kim | 40.000*                       |
| Thụy Điển (GLF)                                                                    | Vàng        | 20.000‡                       |
| Thụy Sĩ (IFPI)                                                                     | Vàng        | 10.000^                       |
| Anh Quốc (BPI)                                                                     | Bạch kim    | 300.000^                      |
| Hoa Kỳ (RIAA)                                                                      | 2× Bạch kim | 2.500.000                     |
| * Chứng nhận dựa theo doanh số tiêu thụ. ^ Chứng nhận dựa theo doanh số nhập hàng. |             |                               |

## Thành tựu
| Giải thưởng                     | Năm  | Hạng mục                           | Kết quả   |
| ------------------------------- | ---- | ---------------------------------- | --------- |
| Giải thưởng Âm nhạc Mỹ          | 2013 | Album Pop/Rock được Yêu thích Nhất | Đề cử     |
| Giải thưởng Âm nhạc Mỹ          | 2013 | Album Soul/R&B được Yêu thích Nhất | Đoạt giải |
| Giải thưởng Âm nhạc Soul Train  | 2013 | Album của năm                      | Đề cử     |
| Giải thưởng Âm nhạc Thế giới    | 2013 | Album xuất sắc nhất thế giới       | Đề cử     |
| Giải Sự lựa chọn của Công chúng | 2014 | Album được yêu thích               | Đoạt giải |
| NAACP Image Award               | 2014 | Album ngoài sức tưởng tượng        | Đề cử     |
| Giải thưởng âm nhạc Billboard   | 2014 | Top Billboard 200 Album            | Đoạt giải |
| Giải thưởng âm nhạc Billboard   | 2014 | Top R&B Album                      | Đoạt giải |